# Вилађо Таунус (Анкона)
Вилађо Таунус (итал. Villaggio Taunus) насеље је у Италији у округу Анкона, региону Марке.
Према процени из 2011. у насељу је живело 721 становника. Насеље се налази на надморској висини од 55 м.